# Bregenzerwald Archiv

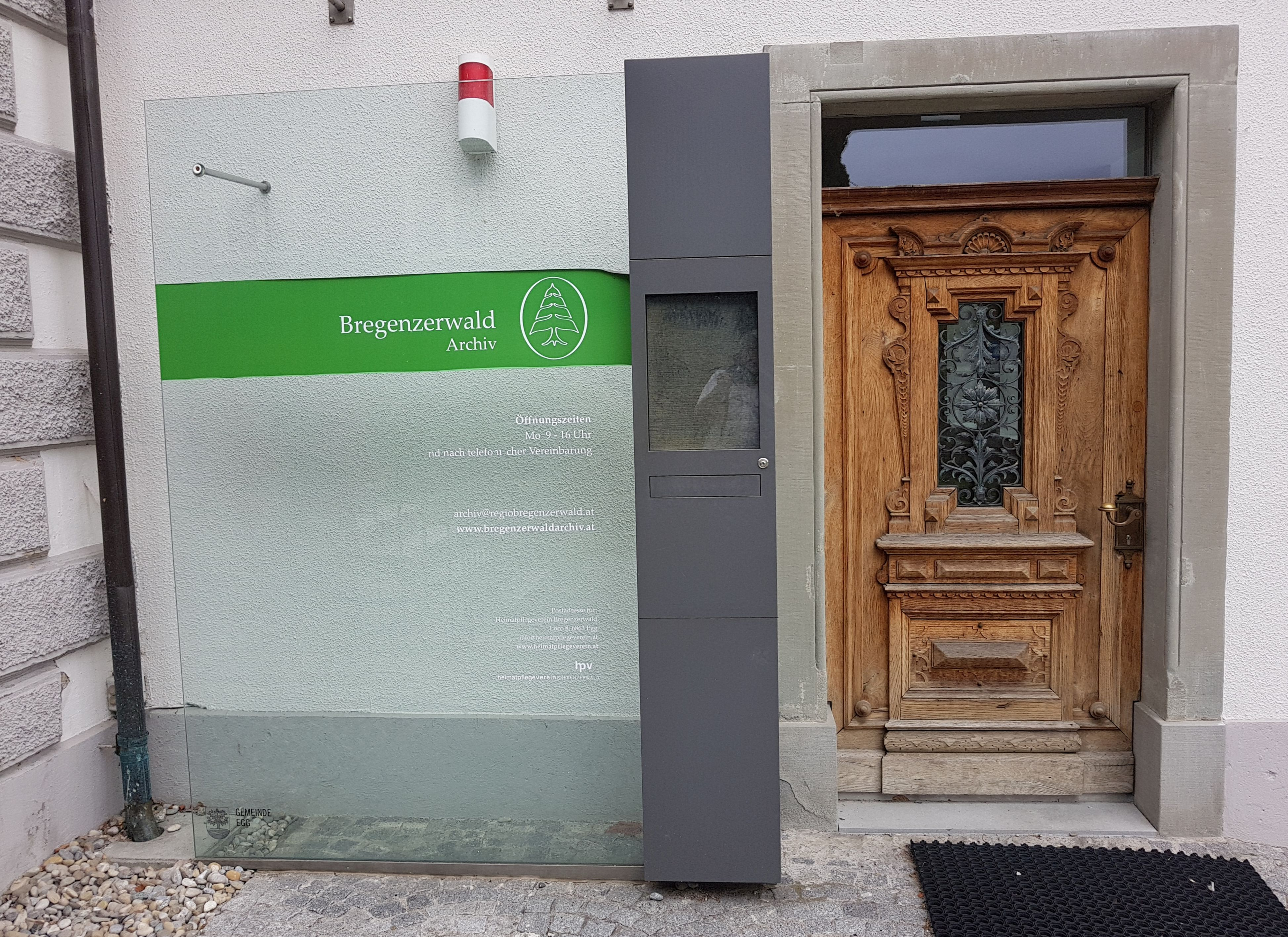
Zugang zum Bregenzerwald Archiv

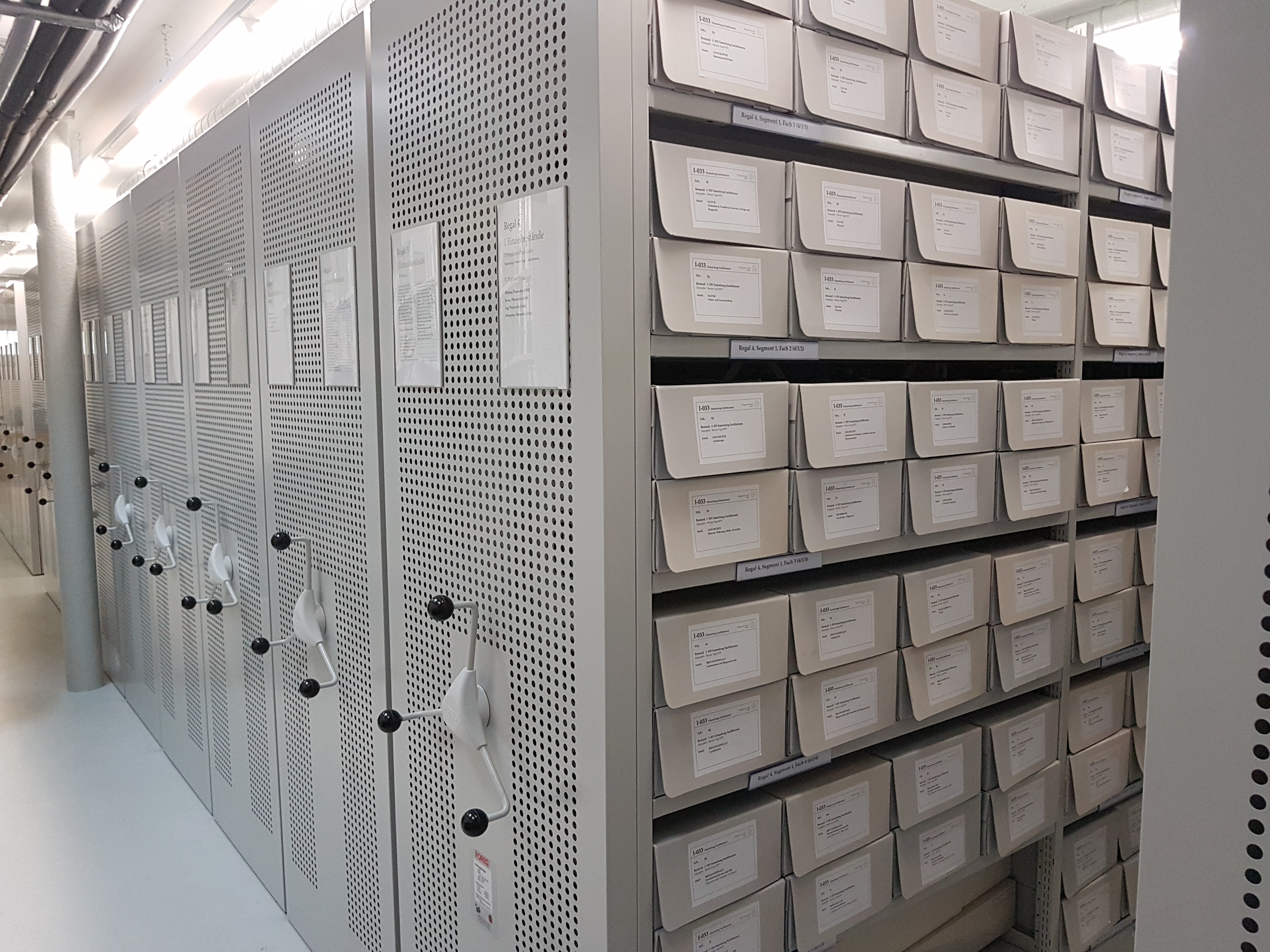
Kleiner Ausschnitt des Archivs

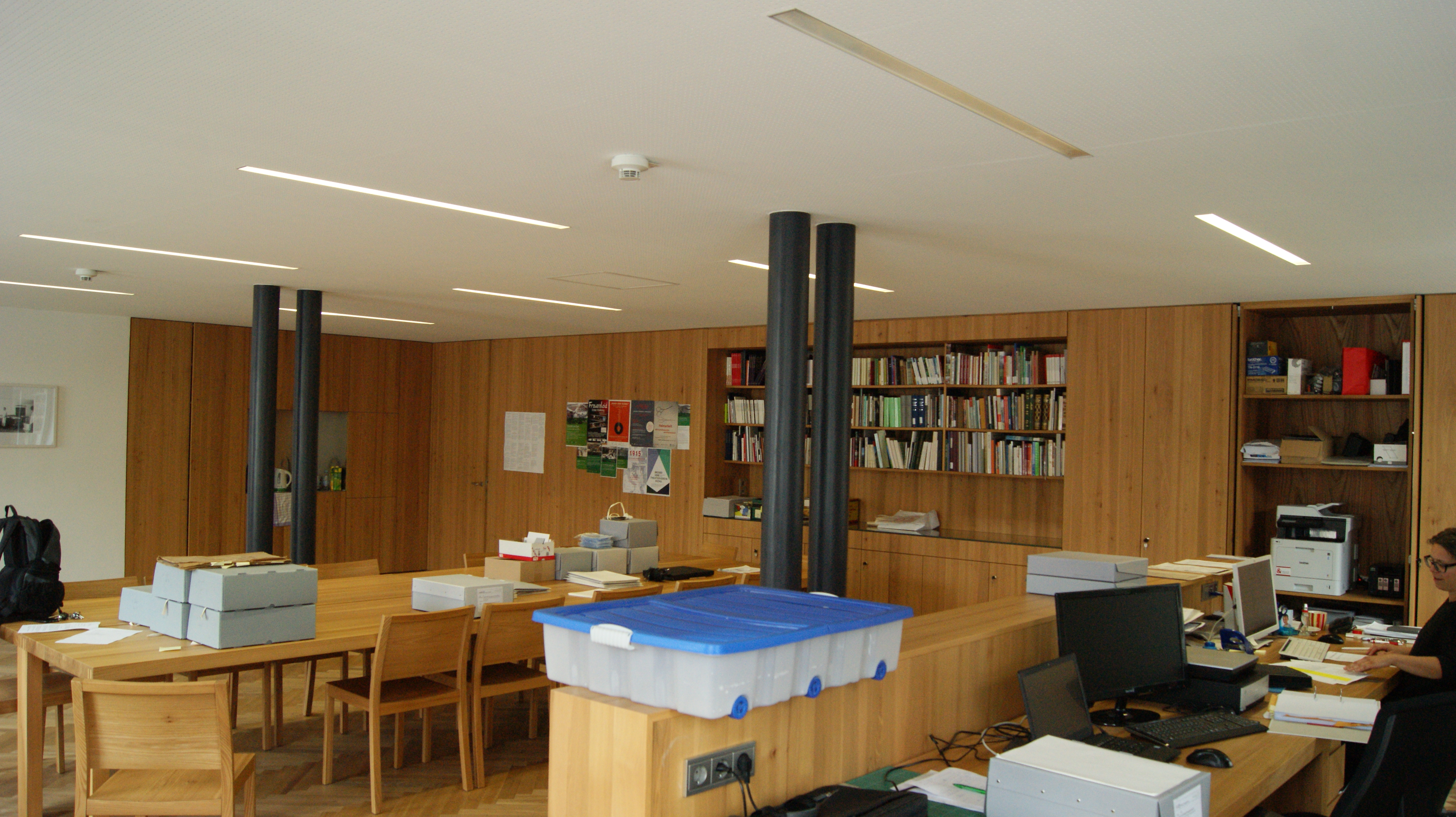
Arbeitsraum

Das Bregenzerwald Archiv (BWA) ist ein öffentlich zugängliches Archiv der Region Bregenzerwald und befindet sich im denkmalgeschützten Feldkircherhaus in Egg (etwa 545 m ü. A.).

## Geschichte
Anfang der 1980er Jahre wurde vom Heimatpflegeverein Bregenzerwald ein Bregenzerwald Archiv gegründet. Die Gemeinde Egg stellte im zweiten Obergeschoß der alten Volksschule kostenlos Räumlichkeiten zur Verfügung. Definierter Zweck des Archivs war die Aufgabe, Archivalien (ausnahmslos aller Art) speziell aus dem Raume Bregenzerwald, …, aufzunehmen, zu ordnen und für private und wissenschaftliche Forschungen oder Zwecke zur Verfügung zu stellen. Seit der Gründung wurde das Archiv vom Heimatforscher und Mitglied des Heimatpflegevereins, Werner Vogt, ehrenamtlich betreut und ein wesentlicher Teil der Bestände geht auf seine Forschungstätigkeit zurück.
Anfang der 2000er Jahre wurde im Rahmen der Bestrebungen, den Bregenzerwald zum Weltkulturerbe zu erklären, auch eine Neupositionierung unter der Regionalentwicklung Bregenzerwald GmbH. angestrebt und diese richtete 2004 eine Arbeitsgruppe ein. Die räumlich beengte Situation in der ehemaligen Volksschule von Egg sollte ebenfalls gelöst werden. In weiterer Folge wurde zwischen der Regionalentwicklung Bregenzerwald GmbH. und dem Heimatpflegeverein eine Vereinbarung über die Neuorganisation des Archivs abgeschlossen, um das Ziel, das schriftliche kulturelle Erbe der Region zu sammeln und langfristig zu bewahren, zu sichern. Alle bisher von Werner Vogt und dem Heimatpflegeverein gesammelten Archivalien sowie eine große Sammlung an Postkarten und zahlreiche Depotgaben aus Privatbesitz wurden als Dauerleihgabe an das neue Bregenzerwald Archiv übergeben und mit 1. Oktober 2008 wurde eine hauptamtliche Archivarin angestellt. Die Kosten für die Finanzierung des Archivs wird seither von 23 der 24 Gemeinden des Bregenzerwaldes übernommen. Ermöglicht wurden diese Änderungen durch eine Anschubfinanzierung aus LEADER-Mitteln der Europäischen Union zur Entwicklung ländlicher Gebiete.
Hauptziel war nunmehr, die Unterlagen der kommunalen Verwaltung der Gemeinden des Bregenzerwaldes im Sinne des Vorarlberger Archivgesetz des Jahres 2016 zusammenzuführen und öffentlich zugänglich zu machen. Um dies zu ermöglichen, wurde die öffentlich-rechtliche Verwaltungsgemeinschaft Bregenzerwald Archiv gegründet, die am 1. Januar 2010 die Arbeit aufnahm und der 23 der 24 Bregenzerwälder Kommunen angehören (ausgenommen Warth). Adäquate Lagermöglichkeiten in klimatisierte Depoträumlichkeiten für die vorhandenen als auch für die zukünftigen kommunalen (Verwaltungs)unterlagen in der Region wurden vier Jahre später geschaffen sowie ein Arbeits- und Benutzerraum, der sich auch für Veranstaltungen eignet.
Mit den Ortschronisten der Bregenzerwälder Gemeinden, die das Archiv bei der Sammlung privater Bestände unterstützen, wurde 2016 bis 2019 ein gemeinsames Projekt zu den Auswirkungen des Ersten Weltkriegs in der Region verwirklicht.

## Rechtliche Grundlage

### Gesetzliche Grundlage der Sammlungen
Das Bregenzerwaldarchiv erfüllt einen gesetzlichen Auftrag. Gemäß § 1 Archivgesetz ist Archivgut des Landes, der Gemeinde sowie sonstigem Archivgut von öffentlichem Interesse und den Zugang zu diesem Archivgut zu gewährleisten und (§ 2) soll damit die Nachvollziehbarkeit staatlichen und staatsnahen Handelns und eine authentische Überlieferung zur Geschichte von Land und Gemeinden gesichert sowie das kulturelle Erbe des Landes Vorarlberg bewahrt werden.
Nach § 5 Abs. 2 Archivgesetz ist das Archivgut der Gemeinde vom Bürgermeister oder von der Bürgermeisterin im Archiv der Gemeinde bzw. vom Verbandsobmann oder von der Verbandsobfrau im Archiv des jeweiligen Gemeindeverbandes aufzubewahren. Ein Gemeindeverband kann mit Vereinbarung eine verbandsangehörige Gemeinde oder einen anderen Gemeindeverband, dem zumindest eine verbandsangehörige Gemeinde als Mitglied angehört, zur Archivierung seines Archivgutes heranziehen.
Die Gemeinden des Bregenzerwaldes haben sich 2010 zusammengeschlossen und das Bregenzerwald Archiv mit der Archivierung nach dem Archivgesetz beauftragt.

### Privatrechtliche Grundlage der Sammlungen
Neben dem Archivgut der Gemeinden des Bregenzerwaldes werden auch Schenkungen und Leihgaben von Privatpersonen und Vereinen etc. archiviert, die einen Bezug zum Bregenzerwald haben und welche der authentischen Überlieferung der Geschichte sowie des kulturellen Erbes dienen.
Ortschronisten der Bregenzerwälder Gemeinden unterstützen das Archiv bei der Sammlung privater Bestände.

## Zugang zum Archiv
Der Zugang zum Archiv ist der Öffentlichkeit möglich und es können die Archivalien eingesehen werden, soweit diese nicht unter besonderem gesetzlichen Schutz stehen (siehe z. B. § 11 Archivgesetz – Schutzfristen).
Der Bestand des Bregenzerwald Archivs kann elektronisch abgefragt werden.

## Sammlung
Die Sammlung umfasst, neben den Urkunden der Gemeinden aus dem Bregenzerwald, Urkunden aus Privatbeständen und Vereinen, eine Fotosammlung, Interviewsammlung und eine Postkartensammlung.
Das Bregenzerwald Archiv verfügt auch über eine Präsenzbibliothek im Umfang von rund 600 Büchern (2019). Diese stehen während der Öffnungszeiten des Archivs zur Verfügung der Öffentlichkeit. Der Schwerpunkt der Bibliothek sind: Vorarlbergensien und Monographien zu den verschiedenen Orten.

## Organisation
Trägergesellschaft des Bregenzerwald Archivs ist die Regionalentwicklung Bregenzerwald GmbH. Leiterin des Bregenzerwald Archivs ist Katrin Netter.
Die inhaltliche und strategische Leitung des Archivs obliegt einem Kuratorium, welches den Jahresvoranschlag beschließt, den Jahresrechnungsabschluss genehmigt, die halbjährlichen Arbeitsberichte der Archivarin entgegennimmt, und eine Benutzerordnung erstellt sowie Publikationen und Forschungsprojekte beauftragen kann.
Die hauptamtliche Leiterin des Archivs wird durch ehrenamtliche Mitarbeiter unterstützt (Adolf Jackel und Elisabeth Wicke), die für die Inventarisierung von Beständen und die Eingabe der Unterlagen in das Vorarlberger Archivinformationssystem Augias verantwortlich sind. Die Unterlagen der Kommunen werden zudem vor Ort in den Gemeinden bearbeitet, wo meistens ebenfalls ein bis zwei, von der Gemeinde gestellte, Personen die Archivarin des Bregenzerwald Archivs unterstützen.
Das Bregenzerwald Archiv ist Teil des Arbeitskreises Vorarlberger Kommunalarchive (AVK).